# Charles Henry Baker

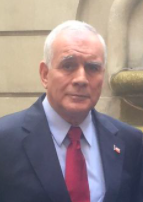
Charles Henry Baker

Charles-Henry Jean-Marie Baker (* 3. Juni 1955 in Port-au-Prince) ist ein haitianischer Industrieller mit Wohnsitz in den USA. Er war ohne Erfolg Präsidentschaftskandidat bei den Wahlen 2006 und 2010. Er selbst beschrieb sich als unabhängiger Kandidat, stand aber der Partei Komba de Chavennes nahe. Baker war ein Mitglied in der Gruppe 184, ein Zusammenschluss von Geschäftsleuten, Kirchenvertretern und NGOs, welche 2004 Widerstand gegen die damalige Regierung von Jean-Bertrand Aristide ausübte. Baker galt als Kandidat der wohlhabenden Schichten in Haiti und wurde von der internationalen Geschäftswelt favorisiert.

## Lebenslauf
Bakers Vater Edouard Baker war ein bekannter Ingenieur und Agrarwissenschaftler und ein berühmter Fußballspieler. Seine Mutter Louise Barranco war Geschäftsfrau und Gründerin der ersten haitianischen Supermarktkette. Er hat zwei Brüder und drei Schwestern.
Nach Abschluss der Grundschule in Haiti ging er in die Vereinigten Staaten, machte seinen Abschluss an der Redondo High School und ging anschließend zum College. Seine Ausbildung schloss er 1976 als Bachelor of Arts in Geschäftsführung auf dem St. Leo College in Tampa, Florida, ab.
Im Jahre 1975 heiratete er Marie Florence Apaid. Das Paar hat drei Kinder und einen Enkel.
Bakers Karriere begann, als er 21 Jahre alt war, in der familieneigenen Supermarktkette. Als sein Vater erkrankte, übernahm Baker dessen Tabakfarm Habitation Dujour. Unter seiner Leitung expandierte die Farm schnell und wurde zu einer der größten Tabakfarmen in Haiti. Gleichzeitig arbeitete er von 1982 bis 1985 in einer Firma, die sich mit der Tabakzucht beschäftigt.
In den späten 1980ern begann er, Firmen der Bekleidungsindustrie zu kaufen bzw. zu gründen. Diese Firmen kamen wegen ihrer niedrigen Sozialstandards in die Kritik.
Im Jahr 2000 trat er in die Association des Industries d’Haiti ein und wurde ein Jahr später Vizepräsident. Mitte der 2010er-Jahre zog er sich aus der Politik zurück.